# Skathi (měsíc)
Skathi (vyslovováno /ˈskɑːði/) je malý měsíc planety Saturn. Byl objeven v roce 2000 vědeckým týmem vedeným John J. Kavelaarsem. Po svém objevu dostal dočasné označení S/2000 S 8. V 2003 byl nazván norské bohyni jménem Skaði, jako Skadi, protože zápis v originále s norským písmenem ð (čteno eth), by činil problémy a znak pro písmeno d se podobá znaku pro písmeno ð. Později, v roce 2005, byl název upraven na Skathi, aby zůstala podobná výslovnost, jako je výslovnost jména bohyně Skaði. Dalším jeho názvem je Saturn XXXI.
Skathi patří do skupiny Saturnových měsíců nazvaných Norové.

## Vzhled měsíce
Předpokládá se, že průměr měsíce Skathi je přibližně 6,6 kilometrů (odvozeno z jeho albeda).

## Oběžná dráha
Skathi obíhá Saturn po retrográdní dráze v průměrné vzdálenosti 19,3 milionů kilometrů. Oběžná doba je 1006,5 dní.